# Marjay Tamás
Vitéz Marjay Tamás (Nyíregyháza, 1923. december 2. – Budapest, 1984. március 12.) honvédtiszt, huszár hadnagy. Magyar Tiszti Arany Vitézségi Éremmel kitüntetett magyar katona.

## Élete
Délvidéki sváb családban született. Katonacsaládból származott, édesapja vitéz Marjay (Molter) Keresztély nyíregyházi huszár ezredes volt, aki az első világháborúban huszárként a cs. és kir. 14. huszárezredben harcolt az orosz, majd az olasz fronton. Édesapja hősiességéről is legendák keringtek, aki katonai szolgálata során számos kitüntetést érdemelt ki.

## Katonai pályája
Marjay Tamást 1944. augusztus 20-án, a Ludovika Akadémián avatták hadnaggyá. Szeptember 1-jén a nyíregyházi 4. huszár pótezred I. osztályánál kapott beosztást, mint szakaszparancsnok. December 10-én az 1. huszárhadosztály Csallóközben felállított kiképző és felszerelő központjába került. Miután a súlyos veszteségeket szenvedett huszárseregtestet részben feltöltötték, 1945. január első napjaiban visszavezényelték az arcvonal Vértes hegységben húzódó szakaszára, hogy részt vegyen a Budapest felszabadításáért folytatott „Konrád” hadműveletekben. A 4/1. huszárszázad nehézfegyver szakaszparancsnokaként 1945. január 28-án a Vértes hegység területén folytatott harcokban, a bekerített Kotló-hegyen súlyos szilánkos combcsont-lövéssel a szovjet és a magyar arcvonal között maradt. Életét csak úgy tudták megmenteni, hogy térd alatt mindkét lábát, illetve ujjainak utolsó perceit amputálták. Helytállásáért az 1. huszárhadosztály parancsnokának felterjesztése alapján 1945. február 26-án a Magyar Tiszti Arany Vitézségi Érmet adományozták részére. Kitüntetését a Honvédségi Rendeletekben a háború végéig már nem tették közzé, így arról csak a levéltári források tanúskodnak. A hosszas ápolást követően a kórházat 1946 tavaszán hagyhatta el, és a tényleges szolgálatból is elbocsátották. Marjay kérelmezte, hogy az új hadseregben irodai munkára osszák be, de kérelmét nem vették figyelembe és 1946. szeptember 27-én, mint 100%-os rokkantat „B” listázták és a tényleges szolgálatból elbocsátották.

## Fegyverténye
- Kivonat az 52. sz. hu. ho. pcs.-ból (1945. márc. 3.) :

"1945. évi január hó 20-30. között a Vértes hegység visszafoglalásáért vívott harcokban bátorságával kimagasló módon kitűnt. A Kőhányás puszta elleni támadásnál a legsúlyosabb, ellenséges tüzérségi és gyalogsági nehézfegyverek összefogott, gyilkos tűzében, mint szakaszparancsnok, szakasza élén sorozatosan rohamozta meg a mélységben elhelyezett ellenséges támpontokat, míg áttörte az ellenség védelmi övét. Személyes példája magával az ragadta szakaszát, sőt, a mellette küzdő többi egységet is. A Nagybükk elleni rohamánál egymaga két ellenséges, nehézfegyverrel megerősített támpontot semmisített meg kézigránáttal, majd rátapadva a lendületes rohamtól megrendült ellenségre, makacsul üldözte azt, úgy, hogy az ellenség nehézfegyvereit hátrahagyva kényszerült rendezetlenül visszavonulni. Szakasza elsőül ér fel a Kotló hegyre, miközben négy, nehézfegyverrel megerősített támpontot küzd le. A Kotló hegyen az ellenség bekerítette a 4./l. hu. osztályt. Marjay hadnagy két napon át, lőszer-utánpótlás nélkül, étlen-szomjan, dermesztő hidegben és hóviharban rendületlenül kitart szakaszával, és egymás után közelharccal veri vissza a nyomasztó túlerő meg-megújuló támadásait. A gyűrűből való kitörési parancsra szakasza élére áll, és elkeseredett közelharcban áttöri a két nap folyamán kiépített orosz védelmi övet. Közben szilánkos combcsont-lövéssel megsebesül, az orosz védőállás mögött fekve marad. A dermesztő hidegben keze-lába megfagy. Ilyen állapotban, öt napon át étlen-szomjan, a nagy vérveszteségtől teljesen kimerülten, hófúvásban, méteres hóban, hegyről-hegyre csúszik-kúszik Marjay hdgy. az orosz védőálláson át, míg saját csapataihoz visszatér. A fagyás következményeként, majdnem összes ujjainak ízét csonkolni kellett. Marjay Tamás hdgy. a hőslelkű, mindenáron győzni akaró, meg nem alkuvó magyar honvéd huszártiszt példáját testesítette meg. Javasolt kitüntetés Magyar Tiszti Arany Vitézségi Érem. Marjay Tam s ht. hdgy. messze kimagasló fegyverténye legyen követendő példa minden magyar huszár előtt. E parancsomat az alárendelt alakulatok tisztjei és legénysége előtt ki kell hirdetni.
Schell Zoltán ezredes s.k."

## A háború után
A 23 éves hadirokkanttá vált huszártiszt megpróbált új életet kezdeni. 1946-ban a kényszerkitelepítés elől szüleihez, Pápateszérre költözött. Idős szülei és saját maga eltartása érdekében különböző szellemi munkát (számvitel, könyvelés) vállalt. 1959-ben megnősült és feleségével Sashalomra, majd 1962-ben Budapestre költöztek. A fővárosban csak rövid ideig maradtak. Marjay rokkantsága ellenére mindvégig folyamatosan dolgozott, Pápateszéren először az erdészetnél kapott munkát, majd lámpaernyőket festett, Sashalmon pedig szövetkezeti bedolgozóként gyászzsebkedőket készített. Újbóli Budapestre költözésük után az egyik csillaghegyi iskolában kazánfűtőként alkalmazták és az iskola kertjét is ő rendezte. Bel- és külföldön élő barátai és bajtársai élete során végig segítették. 1991-ben rehabilitálták, s visszakaphatta 1957-ben elvesztett rendfokozatát. .

## Emlékezete
- 2023. december 2-án civil kezdeményezéssel, és összefogással Pápateszéren a Szűz Mária Neve római katolikus templom előtt téren található emlékművön emléktáblát helyeztek el születésének 100. évfordulója alkalmából. A tábla Huszár András amatőr történész előkészítésének és szervezésének köszönhetően valósult meg.

## Megjegyzés
A HM a ho. pk. előterjesztését 1945. febr. 26-án elfogadta, a kitüntetést Marjay Tamás hadnagy részére adományozta. A kitüntetés tényét a Közlöny már nem hozta le. A közlöny átfutási ideje ebben az időben csaknem hatvan nap volt. Az utolsó közlöny március 18-án jelent meg.